# ابوقیر
ابو قیر (به عربی: أبو قیر) در مصر است که در استان اسکندریه واقع شده‌است.
این روستا در کناره خلیج ابوقیر قرار گرفته است.
پیشینه این آبادی به سده ۳ م می‌رسد و نام آن از نام یکی از قدیسان مسیحی به نام کوروش (قیر) یا اباقیر، یا اپاقیر گرفته شده است. آملینو می‌نویسد که آرامگاه باربارای مقدس و ژولین در ابوقیر است.